# Ріжкове дерево
Ріжко́ве де́рево (Ceratonia siliqua L.), цареградський стручок, солодкий ріжок — рослина родини бобові.
Дерево висотою до 10 м з широкою кроною, вічнозеленим перистим щільним листям і дрібними квітками, зібраними в суцвіття. Чашечка квітки швидко опадає. Культивується здавна в Середземномор'ї; місцями здичавіло.
Боби кероб завдовжки близько 10-25 см, завширшки 2-4 см і завтовшки 0,5-1 см, коричневі. Крім насіння, вони містять соковитий, солодкий м'якуш (близько 50 % цукру).

## Використання
- боби:
  - у випічці
  - як сурогат какао
  - як ласощі (Єгипет)
  - для отримання освіжаючого напою
  - для виготовлення компотів і лікерів (Туреччина, Мальта, Португалія, Іспанія, Сицилія)
- насіння:
  - на корм худобі
  - для отримання камеді ріжкового дерева, згущувача, широко використовується в харчовій промисловості.

В епоху Римської імперії тверді плоскі бурі насінини ріжкового дерева (лат. siliqua graeca) використовувалися в римській ваговій системі як міра маси, рівна приблизно 0,19 грам, див. сіліква (міра ваги) або карат.
Порошок зі засушеного стручка ріжкового дерева називається кероб. Використовується як замінник какао людьми, які не переносять кофеїн. Як правило, популярний серед вегетаріанців та прибічників органічної їжі. В Україні продають також чай з керобу[джерело?].

## Галерея

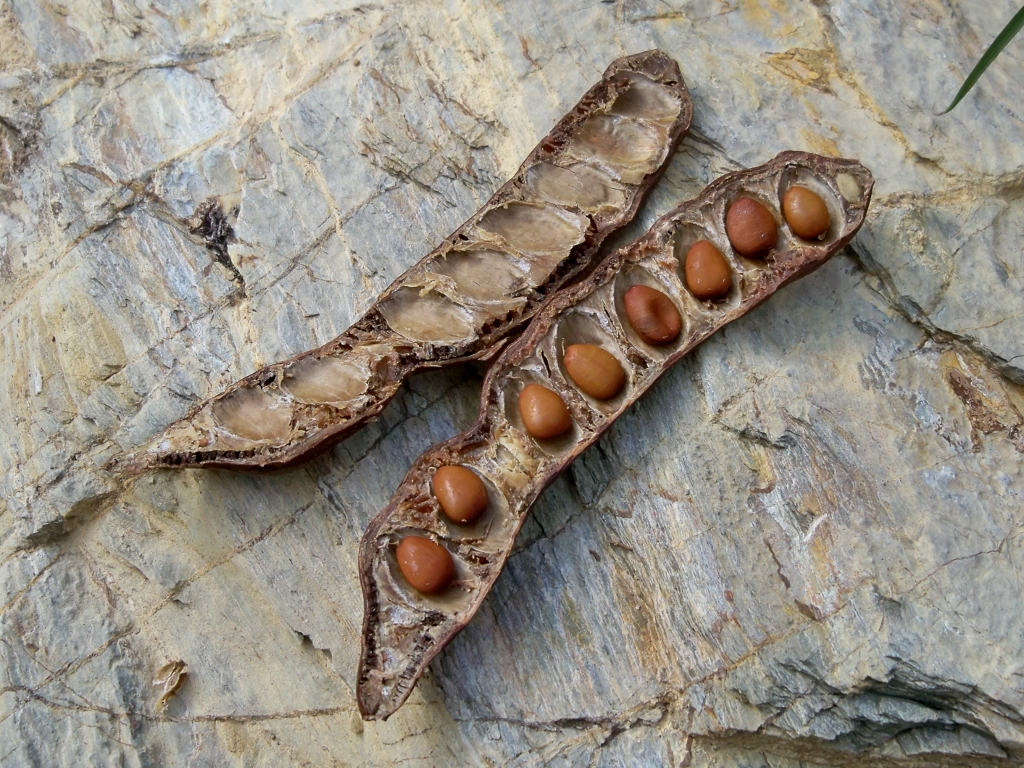
Насіння ріжкового дерева
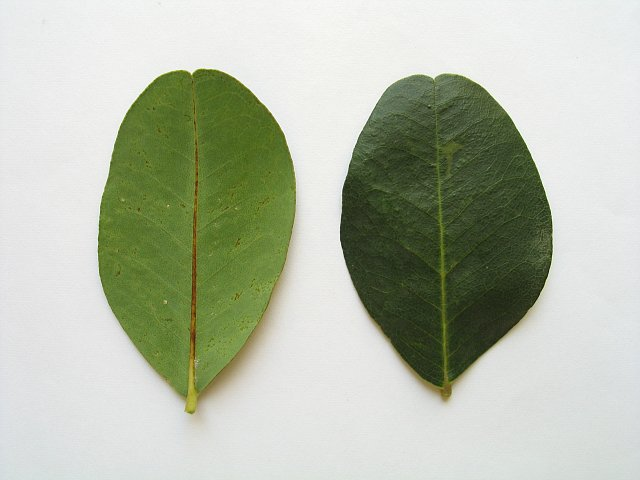
Лист ріжкового дерева
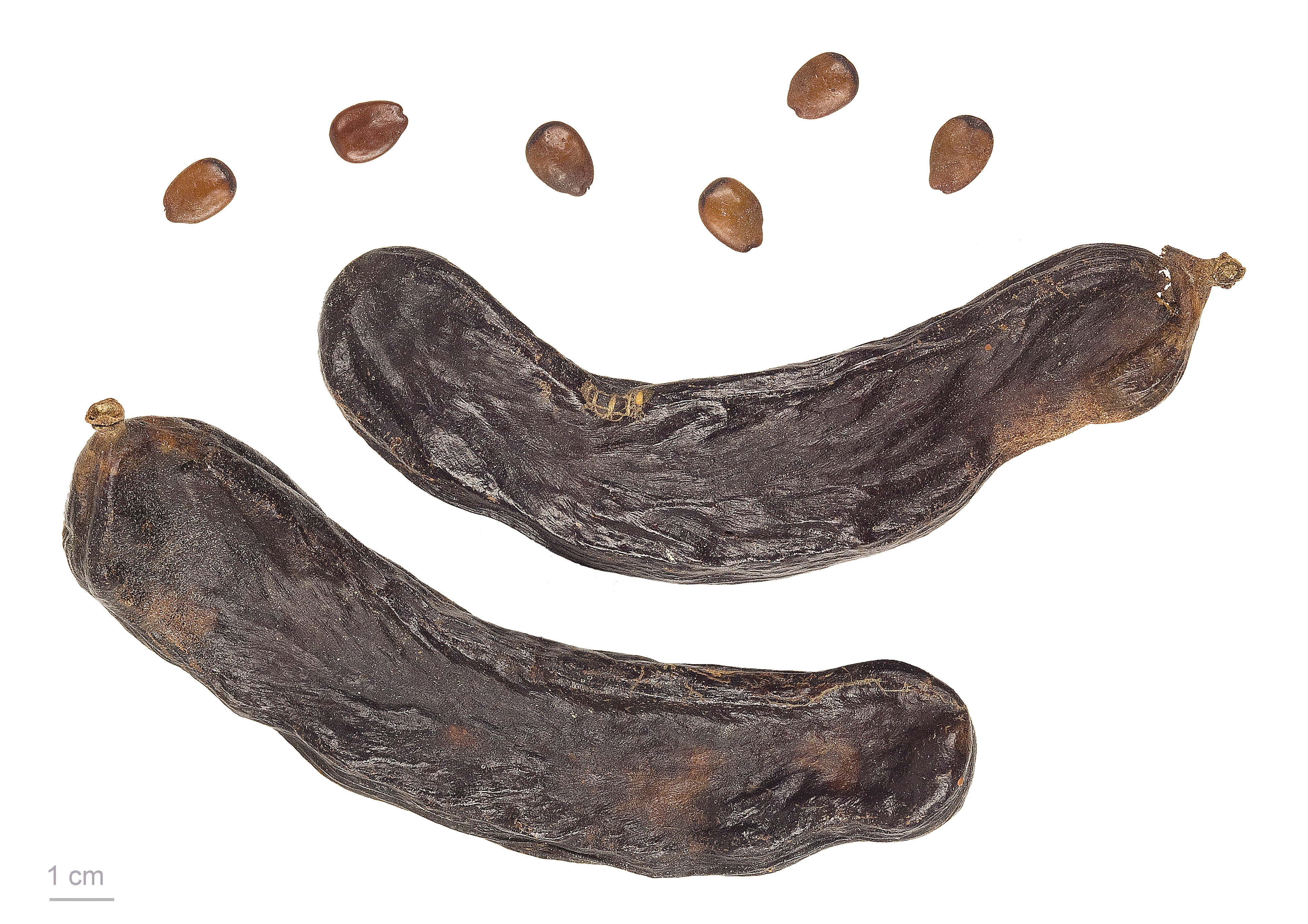
Ceratonia siliqua — Тулузький музей
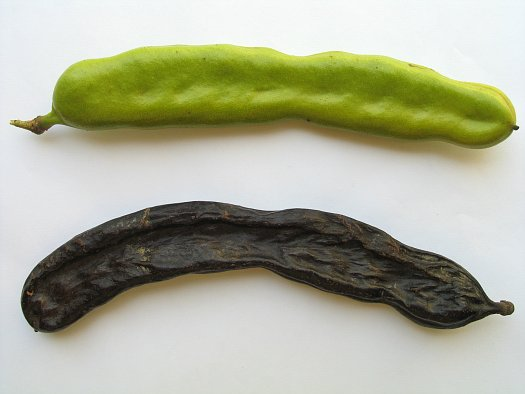
Плоди ріжкового дерева